# Ernst Vanselow

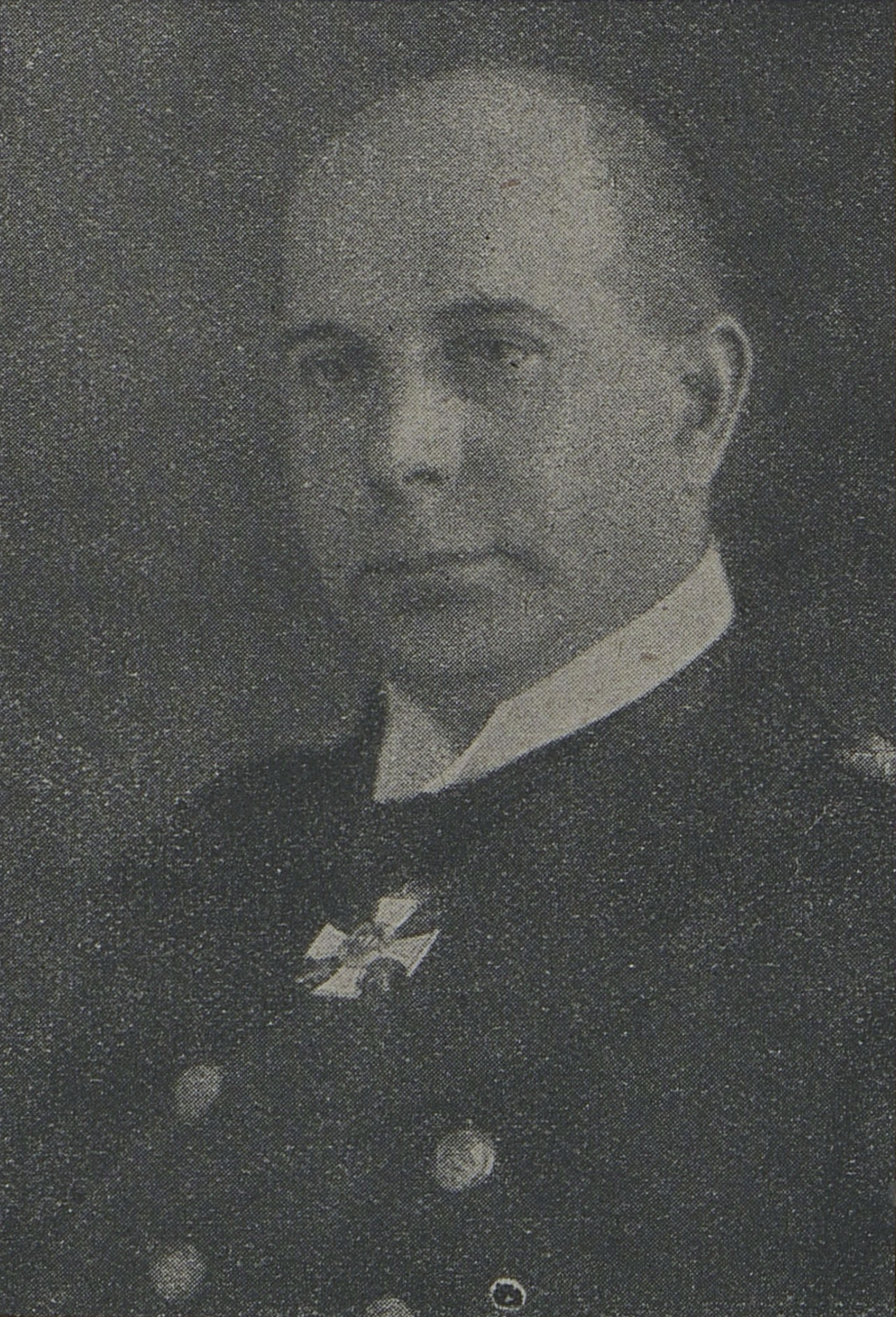
Kapitän zur See Vanselow, ca. 1917

Ernst Wilhelm Daniel Vanselow, auch fälschlicherweise von Vanselow (* 1. April 1876 in Gera, Fürstentum Reuss jüngerer Linie; † nach 1940) war ein deutscher Jurist und Kapitän zur See der Kaiserlichen Marine.

## Leben

### Herkunft
Ernst Vanselow war der Sohn des Regierungs- und Geheimen Medizinalrats Paul Ludwig Hermann Vanselow und dessen Ehefrau Johanne, geborene Ascher.

### Wirken
Ernst Vanselow trat am 9. April 1892 in die Kaiserliche Marine ein. Ende März 1893 auf das Schulschiff Stosch kommandiert, wurde er zum 10. April 1893 Seekadett. Ende April 1894 wurde er auf die Württemberg kommandiert und kam zum 21. September 1894 an die Marineschule.
1909 wurde er Korvettenkapitän. Von Juni 1911 bis November 1912 war er Kommandant der Jaguar, die im Zuge der Chinesischen Revolution 1911 in den ostasiatischen Gewässern eingesetzt war.
Mit Kriegsbeginn erfolgte seine Versetzung zum Admiralstab der Marine nach Berlin. Hier wurde er im Rang eines Fregattenkapitän z. D. (Beförderung am 27. Januar 1915) als stellvertretender Militärattaché in Brüssel.

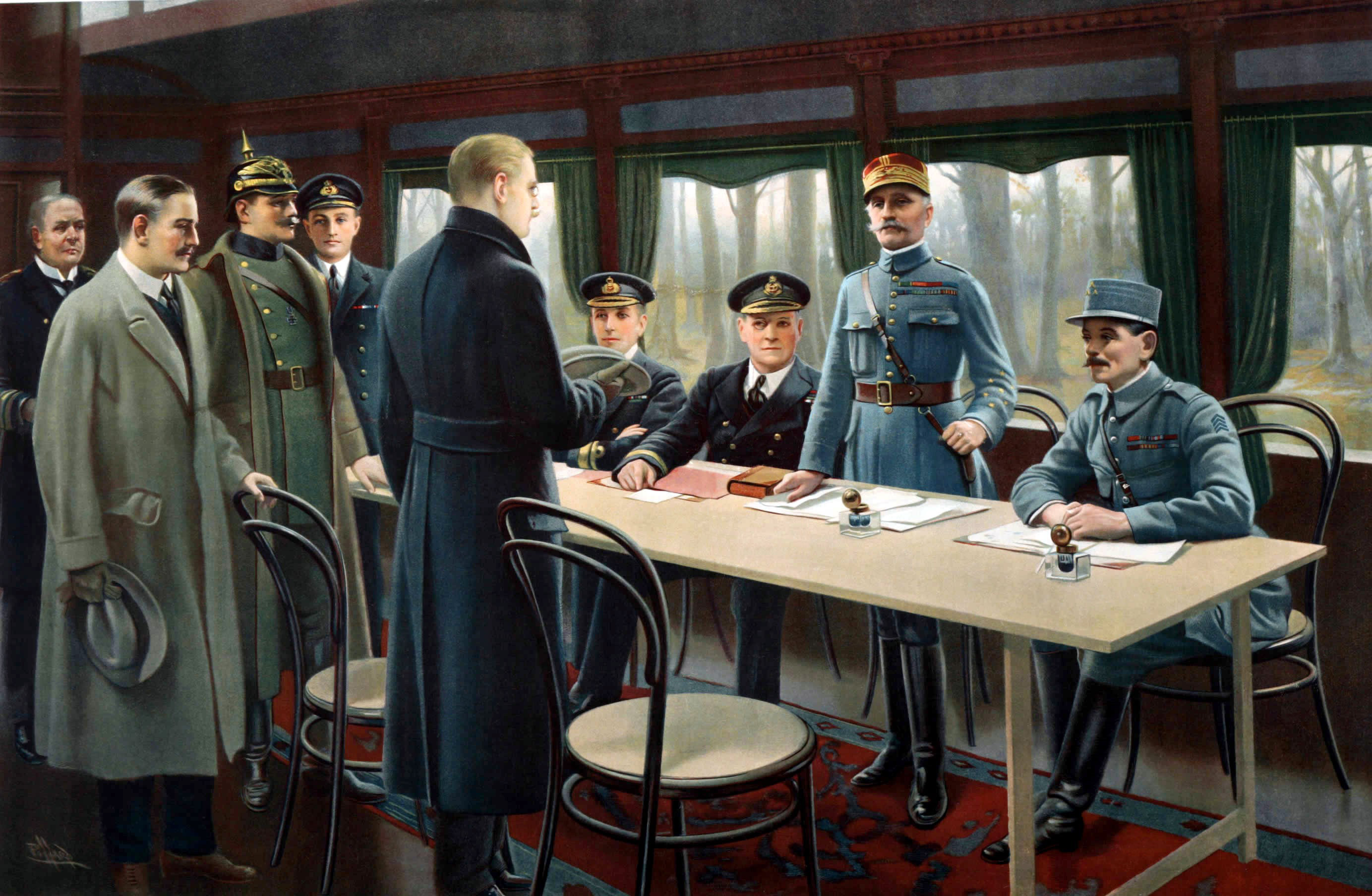
Ernst Vanselow (ganz links) bei der Verabschiedung nach der Unterzeichnung des Waffenstillstandsabkommens vom 11. November 1918 in einem Eisenbahn-Salonwagen im Wald von Compiègne.

Am 26. April 1917 wurde er zum Kapitän zur See befördert, war später als Dezernent B 1 im Admiralstab der Marine und dann als Nachfolger von Hans Zenker bis September 1918 Abteilungschef in der militärpolitischen Gruppe. Für zwei Monate war er bis zur Internierung des Schiffes in Vertretung Kommandant der Kaiser.
Ende Oktober 1918 gehörte er erst der vorbereitenden Waffenstillstandskommission der Kaiserlichen Marine gemeinsam mit Konteradmiral Hugo Meurer, Fregattenkapitän Erich Raeder und Kapitänleutnant Louis Leisler Kiep an und wurde dann als Vertreter des Vorsitzenden Staatssekretärs bzw. später Reichsminister Matthias Erzberger Mitglied der Deutschen Waffenstillstandskommission. Hier hatte er die Leitung der Abteilung für Schifffahrts- und Ernährungsangelegenheiten inne. In dieser Position führte er im Auftrag des Chefs der Seekriegsleitung, Admiral Reinhard Scheer, die Verhandlungen und wurde angehalten Milderungen, besonders im Hinblick auf die Blockade zu erreichen. Vanselow blieb bis zur Unterzeichnung des Waffenstillstandsvertrag am 11. November 1918 in den Verhandlungen eingebunden und war auch einer von vier deutschen Vertretern bei den drei Verlängerungen des Waffenstillstands. Die vierköpfige deutsche Delegation, bestehend aus dem Staatssekretär Matthias Erzberger, dem Leiter für Heeresangelegenheiten General Detlof von Winterfeldt, dem Vertreter des Auswärtigen Amtes Alfred von Oberndorff und Vanselow als Vertreter der Kaiserlichen Marine, überschritt auf dem heutigen Gemeindegebiet von La Flamengrie am 7. November 1918 am heutigen Monument de la Pierre d’Haudroy die Frontlinie und traf am frühen Morgen des 8. Novembers auf der Lichtung von Compiègne im Wald von Compiègne ein, wo Marschall Ferdinand Foch im „Wagen von Compiègne“ die als sehr hart empfundenen Waffenstillstandsbedingungen verlesen ließ. Paul von Hindenburg forderte die deutsche Delegation am Abend des 8. November 1918 in zwei – teilweise unverschlüsselten – Depeschen ausdrücklich auf, die Bedingungen auch dann zu akzeptieren, wenn keine Verbesserungen möglich seien. In den folgenden Verhandlungen konnten nur geringfügige Erleichterungen erreicht werden. Am Morgen des 11. November 1918 zwischen 5:12 Uhr und 5:20 Uhr französischer Zeit unterzeichneten beide Delegationen den Waffenstillstand von Compiègne.
Während der Verhandlungen soll Vanselow mit dem Hinweis, dass die Kaiserliche Marine nicht besiegt worden sei, darum gebeten haben, die deutsche Flotte in neutralen Häfen zu internieren. Die britische Regierung ignorierte diesen Wunsch und befahl Scapa Flow als Internierungsort. Er war in der Ausgestaltung des Waffenstillstandsvertrag neben Korvettenkapitän Ernst Hintzmann und Kapitänleutnant Kiep an der Ausarbeitung des Artikel V. „Bestimmungen hinsichtlich der Seemachtverhandlungen“ am 15. Februar 1919 beteiligt.
Am 7. November 1919 wurde Vanselow aus der Marine verabschiedet.
1921 promovierte er an der Universität Freiburg mit dem Thema Verkehrssperre und Völkerrecht. Im Bereich der Rechtswissenschaften begann er anschließend zu publizieren.
Später war er ab mindestens 1938 Mitglied der Deutschen Gesellschaft für Wehrpolitik und Wehrwissenschaften. Er war auch in der Deutschen Gesellschaft für Völkerrecht und Weltpolitik tätig und war darüber u. a. 1940 im Auftrag des OKW in einer Arbeitsgruppe eingebunden.

### Familie
Am 15. Juni 1914 heiratete Ernst Vanselow in Berlin-Charlottenburg Alma Maria Julie Elisabeth von Ziegler (* 1886 in Berlin), eine Tochter des Oberst Karl Adolf von Ziegler und dessen Ehefrau Marie Elise, geborene Schmidt.
Ein Jahr später kam der Sohn Joachim Dieter zur Welt, der im Juli 1942 als Militärarzt in der Schlacht bei El Alamein fiel. 1919 wurde die Tochter und spätere Psychoanalytikerin Ruth Vanselow geboren.

## Werke (Auswahl)
- Die Blockade von Port Arthur. In: Marine-Rundschau, 1907, S. 569 ff und 727 ff.
- Wilhelm Tafel: Das internationale Recht der Nordsee. In: Niemeyers Zeitschrift für internationales Recht, Leipzig 1927, S. 2–5.
- Zur Rechtsstellung der Küstengewässer. In: Niemeyers Zeitschrift für internationales Recht, Leipzig 1928, S. 302–310.
- Die historische Entwicklung des Prisenrechts. In: Marine-Rundschau, Heft 1, Berlin 1928, S. 14–33.
- Völkerrecht: Einführung in die Praxis der Staaten. E. S. Mittler & Sohn Verlag, Berlin 1931.
- gemeinsam mit Eduard von Waldkirch: Neutralitätsrecht. Kohlhammer Verlag, Stuttgart 1936.